# Тарасовский район
Тара́совский райо́н — административно-территориальная единица (район) и муниципальное образование (муниципальный район) в составе Ростовской области России. Районный центр — посёлок Тарасовский. Расстояние до Ростова-на-Дону — 180 км.

## География
Тарасовский район расположен в северо-западной части Ростовской области. На западе он граничит с Луганской областью Украины, на севере с Миллеровским, на юге с Каменским, на востоке с Белокалитвинским, Кашарским и Милютинским районами Ростовской области. Административный центр — поселок Тарасовский, расположенный на слиянии рек Россошь и Глубокая, притоке Северского Донца.
Расстояние от посёлка Тарасовский:
- до Москвы составляет 881 км.
- до Ростова-на-Дону — 180км
- до Волгограда — 429 км
- до Краснодара — 461 км

## Транспорт

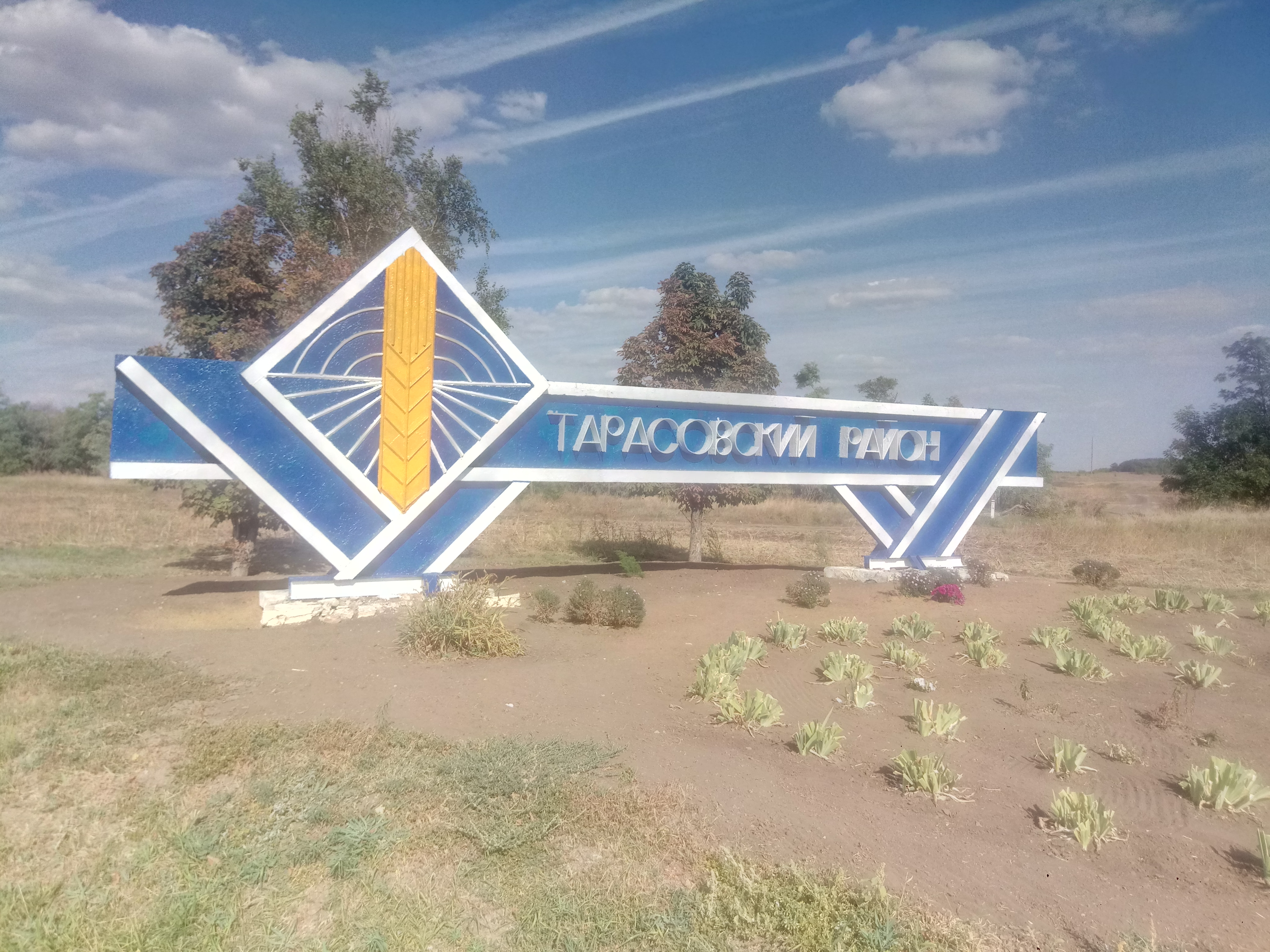
Стела на трассе М4-Дон

### Автомобильный транспорт
Автомобильное сообщение в Тарасовском районе обеспечивается также посредством районных дорог общей протяженностью 208,4 км и 34,4 км сельских автодорог. В целом плотность автодорог с твердым покрытием в районе составляет 1,22 км на 1000 км² территории. Через территорию района проходят федеральная автодорога М-4 «Дон», а также дороги местного значения.
В посёлке расположен Тарасовский остановочный пункт ПАО «Донавтовокзал», через который осуществляется автобусное сообщение с областным центром г. Ростовом-на-Дону и другими населенными пунктами Ростовской области.

### Железнодорожный транспорт
В административном центре расположена железнодорожная станция Тарасовка на двухпутной электрифицированной линии Миллерово — Ростов-Главный. Станция входит в структуру Ростовского региона Северо-Кавказской железной дороги.

## История
Тарасовский район образован в 1924 году.
С 1924 по 1934 годы район находился в составе Северо-Кавказского края.
С 1934 по 1937 годы Тарасовский район входил в состав Азово-Черноморского края.
С 1937 по 1954 годы находился в составе Ростовской области.
С 1954 по 1957 годы район входил в состав Каменской области (областной центр — г. Шахты).
С 1957 года после упразднения Каменской области, Тарасовский район вошел в состав Ростовской области.
В 1930-х годах в районе началась разработка местных кварцитовых залежей. Тогда же открылось первое в ближайшей местности промышленное предприятие, рудоуправление, которое поставляло на металлургические объекты кварцит и формовочный песок.
На 1 января 1935 года в районе функционировали более сорока колхозов, несколько совхозов и МТС. Действовали более 50 школ, хотя в основном они были начальными, совокупно в них обучалось более 6000 человек.
В 1937 году руководство района выступило с докладом, в котором заявило о полной ликвидации неграмотности среди местного населения.
В 1941 году, после вступления СССР во Вторую мировую войну, сотни жителей района ушли на фронт, и многие из них не вернулись. Трое тарасовцев были удостоены звания Героя Советского Союза: Георгий Васильевич Попов, Семён Антонович Воликов и Иван Иванович Поляничкин. Медалями были награждены и многие другие жители района.
В 1942―1943 гг. район находился под немецкой оккупацией. В январе 1943 года на территории района произошёл ожесточённый бой за станцию Красновка, в ходе которого 130-й полк 44-й гвардейской стрелковой дивизии разбил яростно оборонявшиеся немецкие войска.
Несмотря на все материальные потеря, причинённые во время оккупации, местным жителям удалось собрать средств на постройку танковой колонны.
В послевоенный период жителям удалось восстановить хозяйство и добиться новых успехов в развитии своего района.
В 1963 году район был упразднён. Вновь образован 20 января 1965 года.
Основная отрасль экономики района ― сельское хозяйство. Распространены также предприятия перерабатывающей промышленности.

## Население
| 2002    | 2009    | 2010    | 2011    | 2012    | 2013    | 2014    | 2015    | 2016    |
| ------- | ------- | ------- | ------- | ------- | ------- | ------- | ------- | ------- |
| 32 608  | ↘30 868 | ↘29 802 | ↘29 751 | ↘29 456 | ↘29 156 | ↘28 862 | ↘28 518 | ↘28 431 |
| 2017    | 2018    | 2019    | 2020    | 2021    |         |         |         |         |
| ↘28 428 | ↘28 236 | ↘28 034 | ↘27 845 | ↘27 087 |         |         |         |         |

Население сокращается в результате естественной убыли населения (243 человека в 2010 году), которая не компенсируется незначительным (17 человек в 2010 году) положительным миграционным приростом.
Согласно переписи 2002 года население района составляло 32 608 человек, а по переписи 2010 года лишь 29 805, сократившись за 8 лет на 8,6 %.
Национальный состав
По итогам переписи населения 2020 года проживали следующие национальности (национальности менее 0,1 % и другое см. в сноске к строке «Другие»):
| Национальность | Численность, чел. | Доля     |
| -------------- | ----------------- | -------- |
| Русские        | 25 730            | 95,41 %  |
| Украинцы       | 361               | 1,34 %   |
| Армяне         | 229               | 0,85 %   |
| Азербайджанцы  | 109               | 0,40 %   |
| Даргинцы       | 62                | 0,23 %   |
| Цыгане         | 41                | 0,15 %   |
| Грузины        | 35                | 0,13 %   |
| Осетины        | 29                | 0,11 %   |
| Другие         | 371               | 1,38 %   |
| Итого          | 26 967            | 100,00 % |

## Территориально-муниципальное устройство
В Тарасовском районе 59 населённых пунктов в составе 10 сельских поселений:
| №  | Сельские поселения                       | Админ. центр                | Количество населённых пунктов | Население | Площадь, км² |
| -- | ---------------------------------------- | --------------------------- | ----------------------------- | --------- | ------------ |
| 1  | Большинское сельское поселение           | слобода Большинка           | 3                             | ↘1278     |              |
| 2  | Войковское сельское поселение            | хутор Можаевка              | 7                             | ↗2461     |              |
| 3  | Дячкинское сельское поселение            | слобода Дячкино             | 8                             | ↘2340     |              |
| 4  | Ефремово-Степановское сельское поселение | слобода Ефремово-Степановка | 4                             | ↘1592     |              |
| 5  | Зеленовское сельское поселение           | хутор Зеленовка             | 7                             | ↗1149     |              |
| 6  | Колушкинское сельское поселение          | слобода Колушкино           | 4                             | ↘1394     |              |
| 7  | Красновское сельское поселение           | хутор Верхний Митякин       | 8                             | ↘2890     |              |
| 8  | Курно-Липовское сельское поселение       | хутор Мартыновка            | 8                             | ↘1841     |              |
| 9  | Митякинское сельское поселение           | станица Митякинская         | 4                             | ↗3071     |              |
| 10 | Тарасовское сельское поселение           | посёлок Тарасовский         | 6                             | ↘9760     |              |

| №  | Населённый пункт        | Тип     | Население | Муниципальное образование                |
| -- | ----------------------- | ------- | --------- | ---------------------------------------- |
| 1  | Александровка           | слобода | 473       | Ефремово-Степановское сельское поселение |
| 2  | Архиповка               | хутор   | 36        | Колушкинское сельское поселение          |
| 3  | Беляевка                | хутор   | ↘17       | Дячкинское сельское поселение            |
| 4  | Большинка               | слобода | 1453      | Большинское сельское поселение           |
| 5  | Васильевка              | хутор   | ↘686      | Дячкинское сельское поселение            |
| 6  | Верхнетарасовский       | посёлок | 365       | Красновское сельское поселение           |
| 7  | Верхние Грачики         | хутор   | ↘11       | Зеленовское сельское поселение           |
| 8  | Верхний Митякин         | хутор   | 818       | Красновское сельское поселение           |
| 9  | Весенний                | посёлок | 486       | Красновское сельское поселение           |
| 10 | Власовка                | хутор   | →4        | Зеленовское сельское поселение           |
| 11 | Войково                 | посёлок | 341       | Войковское сельское поселение            |
| 12 | Гирино                  | хутор   | 28        | Большинское сельское поселение           |
| 13 | Грачи                   | хутор   | 123       | Курно-Липовское сельское поселение       |
| 14 | Деркул                  | посёлок | 236       | Войковское сельское поселение            |
| 15 | Донецкий                | хутор   | 73        | Красновское сельское поселение           |
| 16 | Донская Нива            | посёлок | 530       | Тарасовское сельское поселение           |
| 17 | Дубы                    | хутор   | 597       | Митякинское сельское поселение           |
| 18 | Дяткино                 | разъезд | →1        | Дячкинское сельское поселение            |
| 19 | Дячкино                 | слобода | ↘976      | Дячкинское сельское поселение            |
| 20 | Егоро-Калитвенский      | хутор   | 273       | Курно-Липовское сельское поселение       |
| 21 | Елань                   | хутор   | 230       | Войковское сельское поселение            |
| 22 | Ерофеевка               | хутор   | 312       | Курно-Липовское сельское поселение       |
| 23 | Ефремово-Степановка     | слобода | 969       | Ефремово-Степановское сельское поселение |
| 24 | Зеленовка               | хутор   | ↗792      | Зеленовское сельское поселение           |
| 25 | Изумрудный              | посёлок | 401       | Курно-Липовское сельское поселение       |
| 26 | Каширин                 | хутор   | 6         | Большинское сельское поселение           |
| 27 | Каюковка                | хутор   | ↘451      | Дячкинское сельское поселение            |
| 28 | Колушкино               | слобода | 940       | Колушкинское сельское поселение          |
| 29 | Красновка               | хутор   | 388       | Красновское сельское поселение           |
| 30 | Курно-Липовка           | слобода | 326       | Курно-Липовское сельское поселение       |
| 31 | Липовка                 | хутор   | 162       | Тарасовское сельское поселение           |
| 32 | Логи                    | хутор   | ↗7        | Зеленовское сельское поселение           |
| 33 | Малое Полесье           | посёлок | ↗263      | Дячкинское сельское поселение            |
| 34 | Маноцкий                | хутор   | 78        | Войковское сельское поселение            |
| 35 | Мартыновка              | хутор   | 432       | Курно-Липовское сельское поселение       |
| 36 | Митякинская             | станица | 2081      | Митякинское сельское поселение           |
| 37 | Можаевка                | хутор   | 944       | Войковское сельское поселение            |
| 38 | Мокроталовка            | хутор   | ↗56       | Дячкинское сельское поселение            |
| 39 | Нижнемакеевский         | хутор   | 311       | Ефремово-Степановское сельское поселение |
| 40 | Нижнемитякин            | хутор   | 879       | Красновское сельское поселение           |
| 41 | Нижние Грачики          | хутор   | ↗65       | Зеленовское сельское поселение           |
| 42 | Нижняя Тарасовка        | хутор   | 433       | Тарасовское сельское поселение           |
| 43 | Новоалексеевка          | хутор   | 150       | Курно-Липовское сельское поселение       |
| 44 | Павловка                | хутор   | 58        | Ефремово-Степановское сельское поселение |
| 45 | Патроновка              | хутор   | 130       | Митякинское сельское поселение           |
| 46 | Первое Мая              | хутор   | ↘53       | Дячкинское сельское поселение            |
| 47 | Плотина                 | хутор   | →13       | Зеленовское сельское поселение           |
| 48 | Прогной                 | хутор   | 315       | Войковское сельское поселение            |
| 49 | Разъезд имени Сутормина | разъезд | 7         | Красновское сельское поселение           |
| 50 | Россошь                 | хутор   | 515       | Тарасовское сельское поселение           |
| 51 | Рыновка                 | хутор   | 97        | Курно-Липовское сельское поселение       |
| 52 | Садки                   | хутор   | 94        | Митякинское сельское поселение           |
| 53 | Сергеевка               | хутор   | 186       | Колушкинское сельское поселение          |
| 54 | Смеловка                | хутор   | 103       | Тарасовское сельское поселение           |
| 55 | Тарасовский             | посёлок | ↗9017     | Тарасовское сельское поселение           |
| 56 | Ушаковка                | хутор   | 207       | Войковское сельское поселение            |
| 57 | Холмы                   | посёлок | 19        | Красновское сельское поселение           |
| 58 | Чеботовка               | хутор   | ↗280      | Зеленовское сельское поселение           |
| 59 | Шарпаевка               | слобода | 455       | Колушкинское сельское поселение          |

Упразднённые населённые пункты:
- 1967 год — Благовещенский, Вьянки, Греков, хутора Атаманский, Баклановка присоединены к хутору Каюковка; хутора Беляевка 1-я, Беляевка 2-я и Беляевка 3-я объединены в хутор Беляевка; поселок Большинский лесхоз присоединен к хутору Мажуровка; хутора Васильевка, Васищев, Дробязкин присоединены к хутору Россошь; хутор Весёлый присоединен к слободе Курно-Липовка; хутора Верхние Дубы, Средние Дубы и Нижние Дубы объединены в хутор Дубы;
- 1973 год — хутора Культура, Мажуровка, Трофимово-Егоровка, посёлки Отделение 5-е Тарасовского зерносовхоза, Разъезд 503 км;
- 1974 год — хутора Дёмин, Колесницкий, Рассыпной;
- 1977 год — хутор Осташкино;
- 1981 год — хутор Колодези;
- 1987 год — разъезд Ильенково;
- 1999 год — хутора Алексеевка, Письменский, Захаровка, Калиновский, Новониколаевка и поселок Хаперский Лог.

## Экономика
Тарасовский район относится к типичным сельскохозяйственным районам зерно-животноводческого направления. Тарасовский элеватор — один из крупнейших на севере области.
Территорию района пересекают две магистрали федерального значения: железнодорожная «Москва—Ростов» и автомобильная «Москва—Ростов» (федеральная автомагистраль М4 «Дон»).

## Достопримечательности

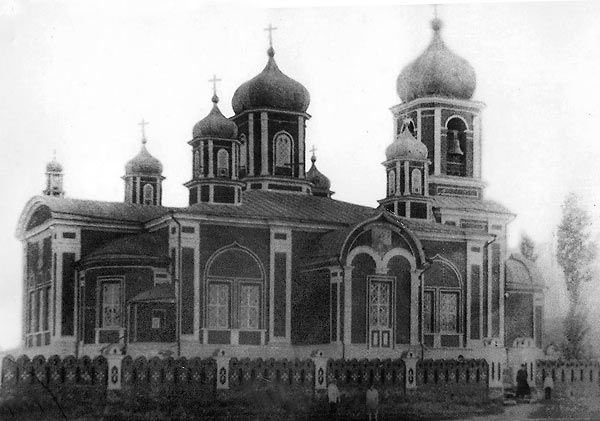
Ефремово-Степановка. Церковь Стефана Архидиакона.

Памятники археологии Тарасовского района:
- Курганная группа «Ушаков I» (4 кургана).
- Курганная группа «Крутой I» (3 кургана).
- Курганная группа «Прогной I» (3 кургана).
- Курганная группа «Толмачёв I» (2 кургана).
- Курганная группа «Можаевка» (3 кургана).
- Курганная группа «Большая Елань I» (2 кургана).

Всего на учёте в Тарасовском районе Ростовской области находится 220 памятников археологии.
Выявленные объекты культурного наследия регионального значения:
- Церковь во имя Рождества Христова и Великомученицы Параскевы Пятницы (18 в.) в ст. Митякинская.

Памятники В. И. Ленину в населённых пунктах Верхний Митякин, Тарасовский.
Храмы и молитвенные дома:
- Церковь Рождества Пресвятой Богородицы в селе Большинка.
- Церковь Рождества Христова в селе Большинка. Построена в 1857 году. В 30-е годы храм был закрыт. С него были сняты купола, колокольня, крест. Действовал в годы Великой Отечественной войны. В 50-е годы XX века был вновь закрыт. Храм устоял в 1942 году во время бомбардировок села. После войны храм служил складом зерна.
- Церковь Стефана Архидиакона в селе Ефремово-Степановка. Построена в стиле эклектика в 1864 году.
- Церковь Иоанна Богослова в селе Колушкино.

Памятники природы:
- Городищенская дача включает в себя сосновый бор, посадки сосны с возрастом от 100 лет. Образец лесоразведения в степной зоне.
- Степные колки площадью около 3 га. с берёзовыми, осиновыми, дубовыми насаждения на песчаных массивах.
- Гора Городище — гора, полая внутри, покрыта растительностью. Является местом обитания и гнездования представителей орнитофауны района.

## Во время Великой Отечественной войны
Во время Великой Отечественной войны в ходе Воронежско-Ворошиловградской операции на окраине хутора Нижнемитякин Тарасовского района состоялся знаменитый танковый бой, в ходе которого 13 июля 1942 года экипаж тяжёлого советского танка КВ-1 с командиром экипажа капитаном С. В. Коноваловым в составе механика-водителя Козыренцева, наводчика Дементьева, заряжающего Герасимлюка, младшего механика-водителя Акинина, стрелка-радиста Червинского и приданного в помощь экипажу техник-лейтенанта Серебрякова подбил 16 танков, 2 бронеавтомобиля и уничтожил 8 автомашин с живой силой противника. За этот бой 31 марта 1943 года Указом Президиума Верховного Совета СССР «за исключительное мужество и отвагу» С. В. Коновалову было присвоено звание Героя Советского Союза с вручением ордена Ленина и медали «Золотая Звезда».
На основе этих событий в 2018 году снят художественный фильм Несокрушимый.